# Karim Bellarabi
Karim Bellarabi (Berlino, 8 aprile 1990) è un ex calciatore tedesco, di ruolo centrocampista.

## Carriera

### Club
Nato a Berlino da padre marocchino e madre tedesca, è cresciuto a Brema, dove ha giocato per le squadre locali del Huchting, Werder Brema e dell'Oberneuland. Nel 2008 si aggrega alla squadra Under-19 dell'Eintracht Braunschweig.
Ha fatto l'esordio con la prima squadra durante la stagione 2008-2009, con altre due presenze nella stagione successiva. Nella stagione 2010-2011 divenne titolare nella squadra che vinse il campionato di 3. Liga e cominciò ad attrarre le attenzioni di club delle serie superiori.
A fine stagione lascia Braunschweig e si accasa al Bayer Leverkusen. A causa di infortuni, Bellarabi salta la maggior parte della stagione 2012-2013. Nel 2013, fa il suo ritorno all'Eintracht Braunschweig, in prestito per un anno. Il 23 agosto 2014, nella vittoria per 2-0 sul Borussia Dortmund, realizza il gol più veloce nella storia della Bundesliga, siglando una rete dopo appena nove secondi di gioco. Il 28 dicembre 2014 rinnova con il Bayer Leverkusen fino al 2017.

### Nazionale
Ha giocato nelle nazionali giovanili tedesche Under-20 ed Under-21.
Tra il 2014 ed il 2016 ha totalizzato complessivamente 11 presenze ed una rete con la maglia della nazionale maggiore tedesca.

## Statistiche

### Presenze e reti nei club
Statistiche aggiornate al 14 maggio 2023.
| Stagione                | Squadra                 | Campionato              | Campionato | Campionato | Coppe nazionali | Coppe nazionali | Coppe nazionali | Coppe continentali | Coppe continentali | Coppe continentali | Altre coppe | Altre coppe | Altre coppe | Totale | Totale | Totale |
| Stagione                | Squadra                 | Comp                    | Pres       | Reti       | Comp            | Pres            | Reti            | Comp               | Pres               | Reti               | Comp        | Pres        | Reti        | Pres   | Reti   |        |
| ----------------------- | ----------------------- | ----------------------- | ---------- | ---------- | --------------- | --------------- | --------------- | ------------------ | ------------------ | ------------------ | ----------- | ----------- | ----------- | ------ | ------ | ------ |
| 2010-2011               | Braunschweig            | 3.L                     | 4          | 2          | CG              | 0               | 0               | -                  | -                  | -                  |             |             |             | 4      | 2      |        |
| 2011-2012               | Bayer Leverkusen        | BL                      | 8          | 1          | CG              | 0               | 0               | UCL                | 2                  | 1                  |             |             |             | 10     | 2      |        |
| 2012-2013               | Bayer Leverkusen        | BL                      | 10         | 0          | CG              | 1               | 1               | UEL                | 2                  | 1                  |             |             |             | 13     | 2      |        |
| 2013-2014               | Braunschweig            | BL                      | 26         | 3          | CG              | 0               | 0               | -                  | -                  | -                  |             |             |             | 26     | 3      |        |
| Totale Braunschweig     | Totale Braunschweig     | Totale Braunschweig     | 30         | 5          |                 | 0               | 0               |                    | 0                  | 0                  |             | 0           | 0           | 30     | 5      |        |
| 2014-2015               | Bayer Leverkusen        | BL                      | 33         | 12         | CG              | 3               | 0               | UCL                | 10                 | 1                  |             |             |             | 46     | 13     |        |
| 2015-2016               | Bayer Leverkusen        | BL                      | 33         | 6          | CG              | 4               | 2               | UCL+UEL            | 8+4                | 1+3                |             |             |             | 49     | 12     |        |
| 2016-2017               | Bayer Leverkusen        | BL                      | 16         | 2          | CG              | 1               | 1               | UCL                | 2                  | 1                  |             |             |             | 19     | 4      |        |
| 2017-2018               | Bayer Leverkusen        | BL                      | 24         | 1          | CG              | 5               | 1               | -                  | -                  | -                  |             |             |             | 29     | 2      |        |
| 2018-2019               | Bayer Leverkusen        | BL                      | 19         | 5          | CG              | 2               | 2               | UEL                | 3                  | 2                  |             |             |             | 24     | 9      |        |
| 2019-2020               | Bayer Leverkusen        | BL                      | 26         | 4          | CG              | 6               | 2               | UCL+UEL            | 5+2                | 0+0                |             |             |             | 39     | 6      |        |
| 2020-2021               | Bayer Leverkusen        | BL                      | 22         | 0          | CG              | 2               | 0               | UEL                | 5                  | 3                  |             |             |             | 29     | 3      |        |
| 2021-2022               | Bayer Leverkusen        | BL                      | 16         | 3          | CG              | 1               | 1               | UEL                | 5                  | 0                  |             |             |             | 22     | 4      |        |
| 2022-2023               | Bayer Leverkusen        | BL                      | 8          | 0          | CG              | 1               | 0               | UCL+UEL            | 0+1                | 0+0                |             |             |             | 10     | 0      |        |
| Totale Bayer Leverkusen | Totale Bayer Leverkusen | Totale Bayer Leverkusen | 215        | 34         |                 | 26              | 10              |                    | 49                 | 13                 |             |             |             | 290    | 57     |        |
| Totale carriera         | Totale carriera         | Totale carriera         | 245        | 39         |                 | 26              | 10              |                    | 49                 | 13                 |             |             |             | 320    | 62     |        |

### Cronologia presenza e reti in nazionale
| Cronologia completa delle presenze e delle reti in nazionale ― Germania | Cronologia completa delle presenze e delle reti in nazionale ― Germania | Cronologia completa delle presenze e delle reti in nazionale ― Germania | Cronologia completa delle presenze e delle reti in nazionale ― Germania | Cronologia completa delle presenze e delle reti in nazionale ― Germania | Cronologia completa delle presenze e delle reti in nazionale ― Germania | Cronologia completa delle presenze e delle reti in nazionale ― Germania | Cronologia completa delle presenze e delle reti in nazionale ― Germania |
| Data                                                                    | Città                                                                   | In casa                                                                 | Risultato                                                               | Ospiti                                                                  | Competizione                                                            | Reti                                                                    | Note                                                                    |
| ----------------------------------------------------------------------- | ----------------------------------------------------------------------- | ----------------------------------------------------------------------- | ----------------------------------------------------------------------- | ----------------------------------------------------------------------- | ----------------------------------------------------------------------- | ----------------------------------------------------------------------- | ----------------------------------------------------------------------- |
| 11-10-2014                                                              | Varsavia                                                                | Polonia                                                                 | 2 – 0                                                                   | Germania                                                                | Qual. Euro 2016                                                         | -                                                                       | 86’                                                                     |
| 14-10-2014                                                              | Gelsenkirchen                                                           | Germania                                                                | 1 – 1                                                                   | Irlanda                                                                 | Qual. Euro 2016                                                         | -                                                                       | 86’                                                                     |
| 14-11-2014                                                              | Norimberga                                                              | Germania                                                                | 4 – 0                                                                   | Gibilterra                                                              | Qual. Euro 2016                                                         | -                                                                       |                                                                         |
| 18-11-2014                                                              | Vigo                                                                    | Spagna                                                                  | 0 – 1                                                                   | Germania                                                                | Amichevole                                                              | -                                                                       | 22’                                                                     |
| 25-3-2015                                                               | Kaiserslautern                                                          | Germania                                                                | 2 – 2                                                                   | Australia                                                               | Amichevole                                                              | -                                                                       | 64’                                                                     |
| 10-6-2015                                                               | Colonia                                                                 | Germania                                                                | 1 – 2                                                                   | Stati Uniti                                                             | Amichevole                                                              | -                                                                       | 72’                                                                     |
| 13-6-2015                                                               | Loulé                                                                   | Gibilterra                                                              | 0 – 7                                                                   | Germania                                                                | Qual. Euro 2016                                                         | 1                                                                       |                                                                         |
| 4-9-2015                                                                | Francoforte sul Meno                                                    | Germania                                                                | 3 – 1                                                                   | Polonia                                                                 | Qual. Euro 2016                                                         | -                                                                       | 56’                                                                     |
| 8-10-2015                                                               | Dublino                                                                 | Irlanda                                                                 | 1 – 0                                                                   | Germania                                                                | Qual. Euro 2016                                                         | -                                                                       | 77’                                                                     |
| 11-10-2015                                                              | Lipsia                                                                  | Germania                                                                | 2 – 1                                                                   | Georgia                                                                 | Qual. Euro 2016                                                         | -                                                                       | 90’                                                                     |
| 31-8-2016                                                               | Mönchengladbach                                                         | Germania                                                                | 2 – 0                                                                   | Finlandia                                                               | Amichevole                                                              | -                                                                       |                                                                         |
| Totale                                                                  |                                                                         | Presenze                                                                | 11                                                                      |                                                                         | Reti                                                                    | 1                                                                       |                                                                         |

## Palmarès

### Club

#### Competizioni nazionali
- 3. Liga: 1

Eintracht Braunschweig: 2010-2011